# Szepesófalu
Szepesófalu (szlovákul Spišská Stará Ves, németül Altendorf, lengyelül Stara Wieś Spiska, latinul Antiqua Villa) város Szlovákiában, az Eperjesi kerület Késmárki járásában. Tarhegy tartozik hozzá.

## Fekvése
Késmárktól 37 km-re északra, a szlovák-lengyel határ mellett, a Dunajecbe tartó Rieka-patak torkolata felett fekszik.

## Története
A város helyén állt települést már a 13. század elején említik „Antiqua Villa” néven. A várost 1308-ban Kakas comes megbízásából hunfalvi Friedrich soltész alapította – határát Katzwinkelnek, vagyis macskazugnak nevezték. A település 1337-ben az alsólehnici karthauzi barátoké lett, gyolcsszövőinek, kereskedőinek köszönhetően gyorsan fejlődött. Hetipiacai, vásárai voltak, árui vámmentességet élveztek. Már az Árpád-korban jelentős határvároska, királyaink itt kötöttek szövetséget a lengyel királyokkal. 1399-ben Zsigmond városi kiváltságokkal ruházta fel. 1411-ben itt találkozott Zsigmond Ulászló lengyel királlyal. 1431-ben és 1433-ban a husziták égették fel. Mátyás király is itt békült ki Kázmér lengyel királlyal 1474. február 21-én, a husziták kiűzése után.
A város 1563-ban indult hanyatlásnak, amikor a karthauziakat világi földesurak váltották fel és megfosztották kiváltságaitól. 1655-ben III. Ferdinánd ismét vásártartási jogot adott a városnak. 1710-ben a pestis csaknem egész lakosságát elpusztította, majd 1712-ben a város is teljesen leégett. 1746 és 1760 között még négy tűzvész pusztított, az utolsó tűzben minden elégett.
A 18. század végén Vályi András így ír róla: „ÓFALU. Mező Város Szepes Várm. földes Ura a’ K. Kamara, lakosai katolikusok, fekszik Lengyel Országnak szélénél, harmintzadgya is van, határja ollyan mint Lechniczé.”
1849 után a Magurai járás székhelye lett.
Fényes Elek 1851-ben kiadott geográfiai szótárában így ír a városról: „Ófalu, Antiquavilla, tót m. v. Szepes vmegyében, Galliczia határszélén, közel a Dunajecz vizéhez: 1066 kath., 90 zsidó lak., kath. parochiával, só-harminczad – vámhivatallal. Vásárai igen népesek, sok gyolcsot csinál, s a Dunajeczben fogott lazaczczal nagy kereskedést űz. F. u. az eperjesi g. kath. püspök és káptalan, s a lechniczi uradalomhoz tartozik. Ut. p. Késmárk.”
A trianoni diktátumig Szepes vármegye Szepesófalui járásának székhelye volt. Ma közúti határátkelőhely Lengyelország, Krakkó felé.
1960-ban megszűnt járási székhely lenni.

## Népessége
| Év:            | 1994. | 2004.   | 2014.   | 2024.   |
| -------------- | ----- | ------- | ------- | ------- |
| Emberek száma: | 2320  | 2337    | 2267    | 2156    |
| Eltérés:       |       | +0,73 % | -2,99 % | -4,89 % |

| Év:            | 2023. | 2024.   |
| -------------- | ----- | ------- |
| Emberek száma: | 2178  | 2156    |
| Eltérés:       |       | -1,01 % |

1910-ben 1244-en lakták, ebből 682 szlovák, 270 német és 154 magyar anyanyelvű.
2011-ben 2264 lakosából 2055 fő szlovák, 1 magyar.
2021-ben 2202 lakosából 2037 (+32) szlovák, 48 (+57) cigány, 5 (+10) ruszin, 2 magyar, 26 (+2) egyéb és 84 ismeretlen nemzetiségű volt.

## Neves személyek
- Itt született 1722-ben Kalatay Ferenc nagyváradi püspök.
- Itt született 1864. szeptember 12-én a festőművész Katona Nándor.
- Itt született 1913. október 17-én Alojz Mário Chmeľ Ágoston-rendi szerzetes, akinek szentté avatása folyamatban van.
- Innen származott Farkas Mihály (1904-1965) magyar kommunista politikus, honvédelmi miniszter, a Rákosi-korszak meghatározó személyisége.

## Nevezetességei

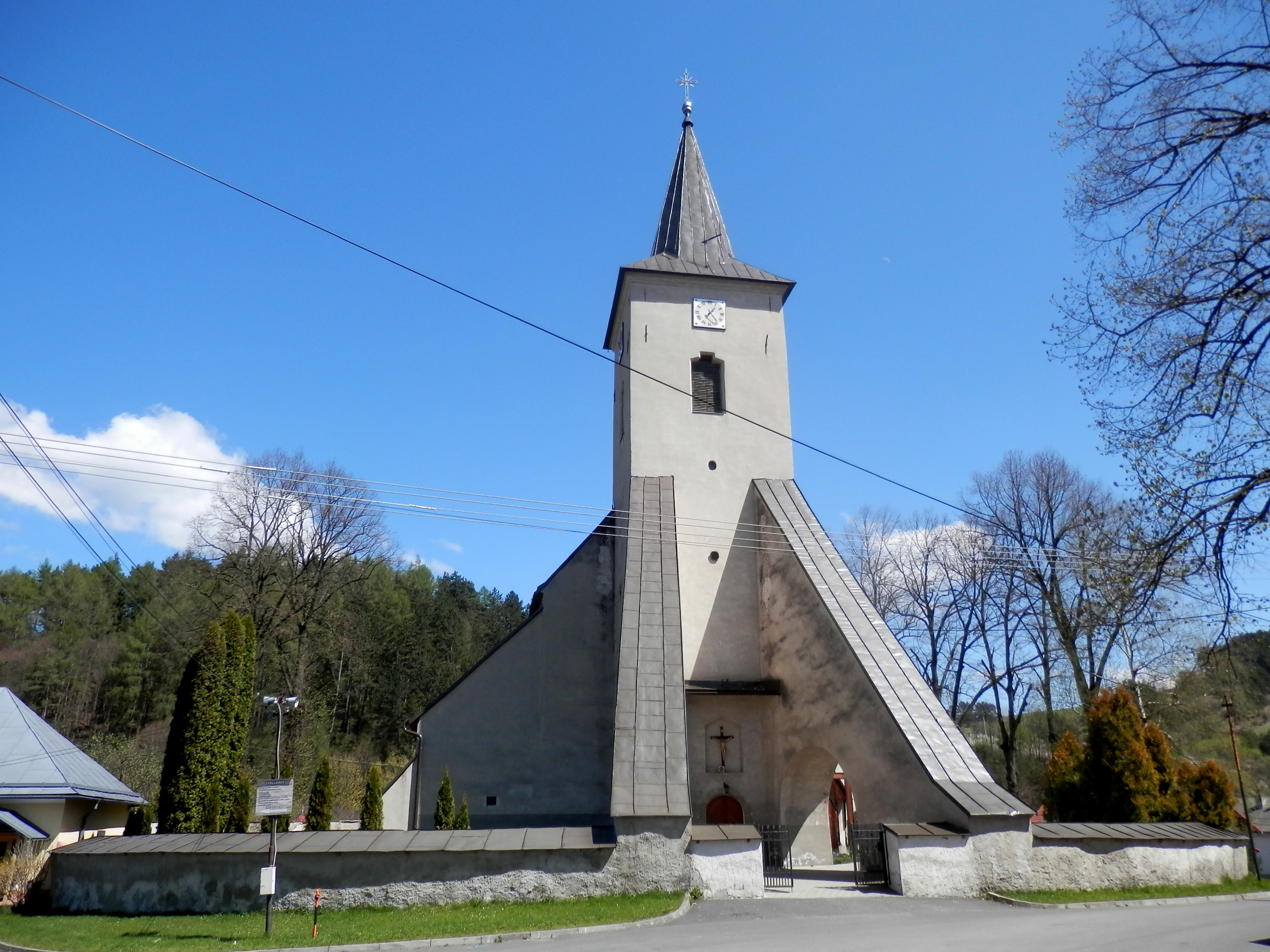
Mária mennybemenetele-templom

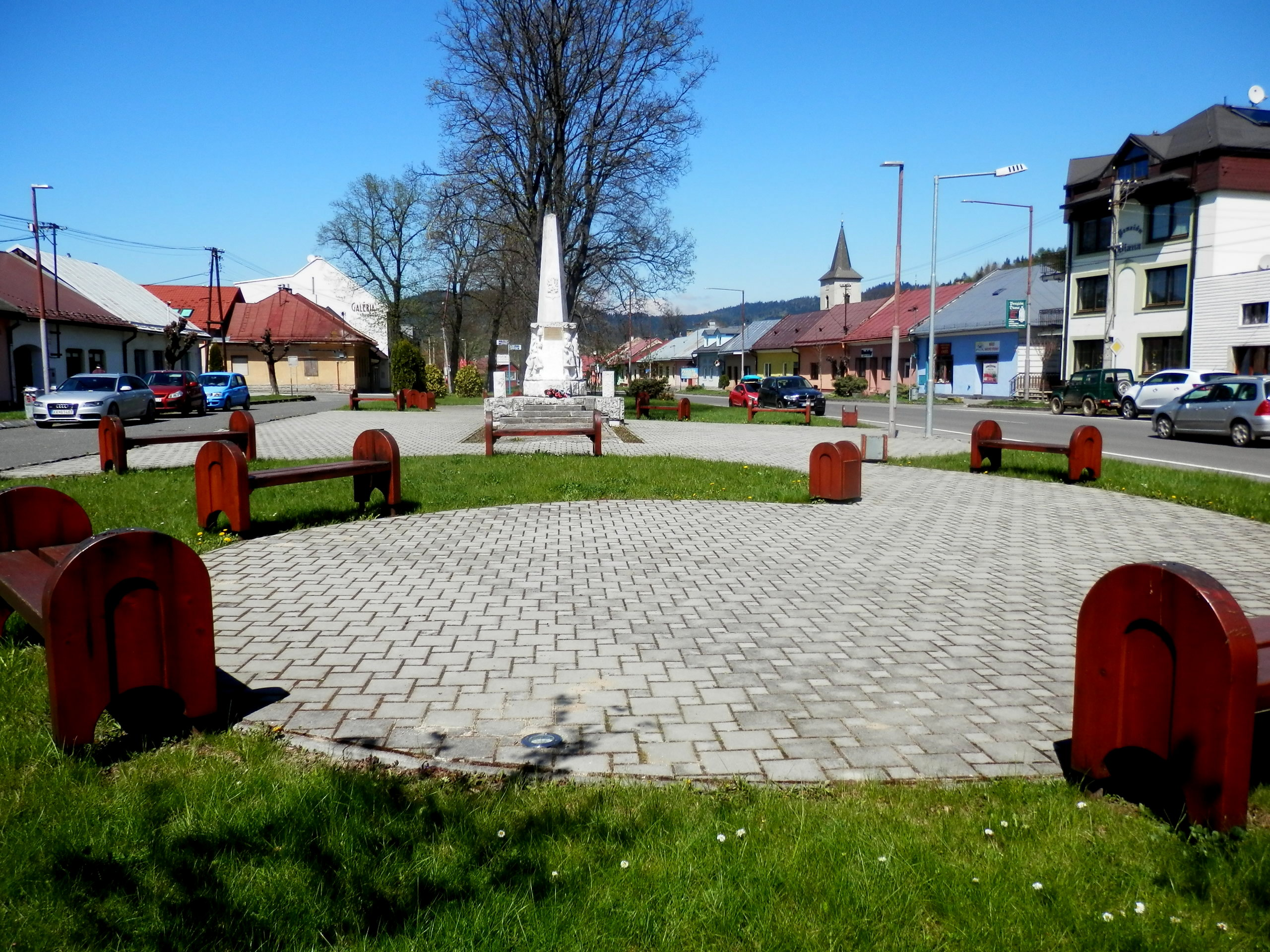
II. világháborús emlékmű a városközpontban

- Szűz Mária Mennybemenetelének szentelt római katolikus temploma a 14. század második felében épült, 1760 és 1762 között barokk stílusban átépítették.
- Harmincad-ház nevű kastélya a 18. század második feléből való, 1860-ban neoklasszicista stílusban építették át.
- Két barokk kápolnája 18. századi.